# SN 2003ek
SN 2003ek – supernowa typu Ia odkryta 20 maja 2003 roku w galaktyce A171832+4140. W momencie odkrycia miała maksymalną jasność 18,20m.